# Scream (премия, 2006)
«Scream» — 1-я церемония награждения премией за заслуги в области фантастики, фэнтези и фильмов ужасов состоялась 10 октября 2006 года.

## Интересные факты
- На церемонии выступили две приглашённыё Рок группы: Korn и My Chemical Romance.
- На церемонии показали отрывок из фильма Пила 3.
- В России церемонию показывал телеканал СТС.

## Лауреаты и номинанты
| Лауреаты — выделены отдельным цветом. |

| Категории                                   | Фотографии лауреатов                                                                   | Лауреаты и номинанты                                                                                |
| ------------------------------------------- | -------------------------------------------------------------------------------------- | --------------------------------------------------------------------------------------------------- |
| The Ultimate Scream                         |                                                                                        | • «Бэтмен: Начало»                                                                                  |
| The Ultimate Scream                         | • «Изгнанные дьяволом»                                                                 | |
| The Ultimate Scream                         | • «У холмов есть глаза»                                                                | |
| The Ultimate Scream                         | • «Остаться в живых»                                                                   | |
| The Ultimate Scream                         | • «Возвращение Супермена»                                                              | |
| Лучший научно-фантастический фильм          |                                                                                        | • «V — значит вендетта»                                                                             |
| Лучший научно-фантастический фильм          | • «Эон Флакс»                                                                          | |
| Лучший научно-фантастический фильм          | • «Помутнение»                                                                         | |
| Лучший научно-фантастический фильм          | • Миссия «Серенити»                                                                    | |
| Лучший научно-фантастический фильм          | • «Война миров»                                                                        | |
| Лучший фэнтези фильм                        |                                                                                        | • «Пираты Карибского моря: Сундук мертвеца»                                                         |
| Лучший фэнтези фильм                        | • «Бэтмен: Начало»                                                                     | |
| Лучший фэнтези фильм                        | • «Гарри Поттер и Кубок огня»                                                          | |
| Лучший фэнтези фильм                        | • «Кинг-Конг»                                                                          | |
| Лучший фэнтези фильм                        | • «Возвращение Супермена»                                                              | |
| Лучший фэнтези фильм                        | • «Труп невесты»                                                                       | |
| Лучший фильм ужасов                         |                                                                                        | • «Изгнанные дьяволом»                                                                              |
| Лучший фильм ужасов                         | • «Земля мёртвых»                                                                      | |
| Лучший фильм ужасов                         | • «Кровавая жатва»                                                                     | |
| Лучший фильм ужасов                         | • «У холмов есть глаза»                                                                | |
| Лучший фильм ужасов                         | • «Хостел»                                                                             | |
| Лучший телесериал                           |                                                                                        | • «Звёздный крейсер „Галактика“»                                                                    |
| Лучший телесериал                           | • «Доктор Кто»                                                                         | |
| Лучший телесериал                           | • «Герои»                                                                              | |
| Лучший телесериал                           | • «Мастера ужасов»                                                                     | |
| Лучший телесериал                           | • «Тайны Смолвилля»                                                                    | |
| Лучший сиквел                               |                                                                                        | • «Пираты Карибского моря: Сундук мертвеца»                                                         |
| Лучший сиквел                               | • «У холмов есть глаза»                                                                | |
| Лучший сиквел                               | • «Бэтмен: Начало»                                                                     | |
| Лучший сиквел                               | • «Пила 2»                                                                             | |
| Лучший сиквел                               | • «Возвращение Супермена»                                                              | |
| Лучший ремейк                               |                                                                                        | • «Кинг-Конг»                                                                                       |
| Лучший ремейк                               | • «Чарли и шоколадная фабрика»                                                         | |
| Лучший ремейк                               | • «У холмов есть глаза»                                                                | |
| Лучший ремейк                               | • «Омен»                                                                               | |
| Лучший ремейк                               | • «Война миров»                                                                        | |
| Лучший супергерой                           |                                                                                        | • Брендон Рут — за роль Супермена, «Возвращение Супермена»                                          |
| Лучший супергерой                           | • Кристиан Бейл — за роль Бэтмена, «Бэтмен: Начало»                                    | |
| Лучший супергерой                           | • Крис Эванс — за роль Человека-Факела, «Фантастическая четвёрка»                      | |
| Лучший супергерой                           | • Хью Джекман — за роль Росомахи, «Люди Икс: Последняя битва»                          | |
| Лучший супергерой                           | • Фамке Янссен — за роль Джин Грей, «Люди Икс: Последняя битва»                        | |
| Лучшая комикс-экранизация                   |                                                                                        | • «Люди Икс: Последняя битва»                                                                       |
| Лучшая комикс-экранизация                   | • «Бэтмен: Начало»                                                                     | |
| Лучшая комикс-экранизация                   | • «Оправданная жестокость»                                                             | |
| Лучшая комикс-экранизация                   | • «Возвращение Супермена»                                                              | |
| Лучшая комикс-экранизация                   | • «V — значит вендетта»                                                                | |
| Наиболее запоминающееся расчленение/увечье  |                                                                                        | • «Хостел»                                                                                          |
| Наиболее запоминающееся расчленение/увечье  | • «Земля мёртвых»                                                                      | |
| Наиболее запоминающееся расчленение/увечье  | • «Пила 2»                                                                             | |
| Наиболее запоминающееся расчленение/увечье  | • «У холмов есть глаза»                                                                | |
| Наиболее запоминающееся расчленение/увечье  | • «Война миров»                                                                        | |
| Most Heroic Performance                     |                                                                                        | • Джонни Депп — за роль Джека Воробей, «Пираты Карибского моря: Сундук мертвеца»                    |
| Most Heroic Performance                     | • Кристиан Бейл — за роль Бэтмена, «Бэтмен: Начало»                                    | |
| Most Heroic Performance                     | • Вигго Мортенсен — за роль Тома Столла, «Оправданная жестокость»                      | |
| Most Heroic Performance                     | • Эдвард Джеймс Олмос — за роль адмирала Уильяма Адама, «Звёздный крейсер „Галактика“» | |
| Most Heroic Performance                     | • Хьюго Уивинг — за роль «V», «V — значит вендетта»                                    | |
| Scream Queen                                |                                                                                        | • Кейт Бекинсэйл — за роль Селины, «Другой мир: Эволюция»                                           |
| Scream Queen                                | • Азия Ардженто — за роль Слэк, «Земля мёртвых»                                        | |
| Scream Queen                                | • Эванджелин Лилли — за роль Кейт Остин, «Остаться в живых»                            | |
| Scream Queen                                | • Натали Портман — за роль Иви Хэммонд, «V — значит вендетта»                          | |
| Scream Queen                                | • Наоми Уоттс — за роль Энн Дэрроу, «Кинг-Конг»                                        | |
| Самый лучший злодей                         |                                                                                        | • Лесли Истербрук, Сид Хэйг, Билл Мосли и Шери Мун Зомби — семейство Файрфлай, «Изгнанные дьяволом» |
| Самый лучший злодей                         | • Тобин Белл — за роль Джона Крамера, «Пила 2»                                         | |
| Самый лучший злодей                         | • Иэн Маккеллен — за роль Магнето, «Люди Икс: Последняя битва»                         | |
| Самый лучший злодей                         | • Киллиан Мёрфи — за роль Пугало, «Бэтмен: Начало»                                     | |
| Самый лучший злодей                         | • Филипп Наон — за роль маньяк-психопата, «Кровавая жатва»                             | |
| Breakout Performance                        |                                                                                        | • Дженнифер Карпентер — за роль Эмили Роуз, «Шесть демонов Эмили Роуз»                              |
| Breakout Performance                        | • Адевале Акиннуойе-Агбадже — за роль Мистера Эко, «Остаться в живых»                  | |
| Breakout Performance                        | • Триша Хелфер — за роль Шестёрки, «Звёздный крейсер „Галактика“»                      | |
| Breakout Performance                        | • Брендон Рут — за роль Супермена, «Возвращение Супермена»                             | |
| Breakout Performance                        | • Кэти Сакхофф — за роль Кары «Старбак» Трэйс, «Звёздный крейсер „Галактика“»          | |
| The «Holy Sh!t»/«Jump-From-Your-Seat» Award |                                                                                        | • «Хостел»                                                                                          |
| The «Holy Sh!t»/«Jump-From-Your-Seat» Award | • «Война миров»                                                                        | |
| The «Holy Sh!t»/«Jump-From-Your-Seat» Award | • «Оправданная жестокость»                                                             | |
| The «Holy Sh!t»/«Jump-From-Your-Seat» Award | • «Возвращение Супермена»                                                              | |
| The «Holy Sh!t»/«Jump-From-Your-Seat» Award | • «Бэтмен: Начало»                                                                     | |
| Best Rack on the Rack                       |                                                                                        | • «Вампирелла»                                                                                      |
| Best Rack on the Rack                       | • «Эмма Фрост»                                                                         | |
| Best Rack on the Rack                       | • «Леди Смерть»                                                                        | |
| Best Rack on the Rack                       | • «Power Girl»                                                                         | |
| Best Rack on the Rack                       | • «Чудо-женщина»                                                                       | |
| Лучший комикс                               |                                                                                        | • «Marvel Zombies»                                                                                  |
| Лучший комикс                               | • «Ходячие мертвецы»                                                                   | |
| Лучший комикс                               | • «Гражданская война»                                                                  | |
| Лучший комикс                               | • «All star superman»                                                                  | |